# Persijn (kasteel)

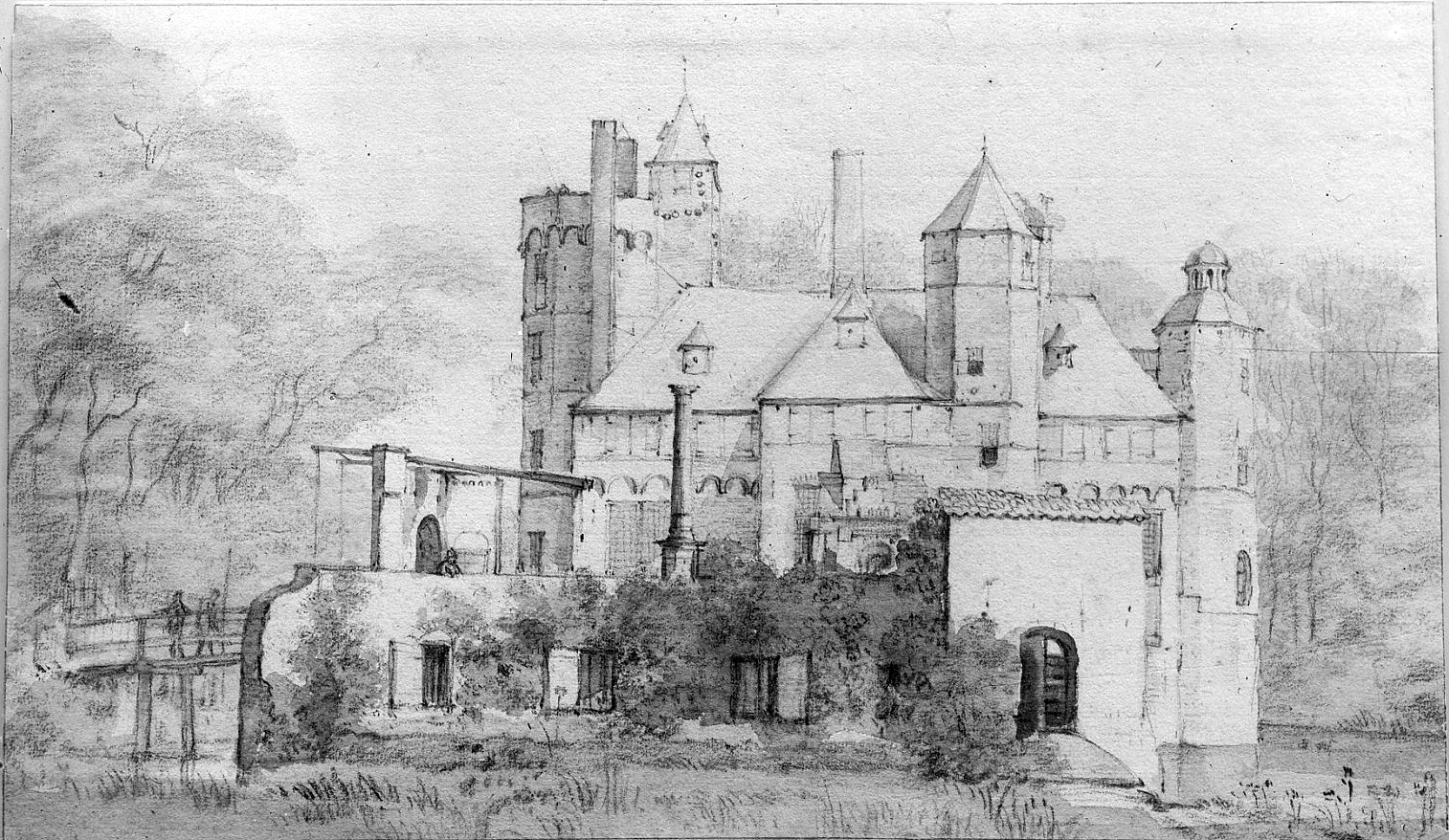
Slot Persijn in Wassenaar

Persijn was een 16e-eeuws kasteel in Wassenaar, gelegen halverwege de Haagse wijk Marlot en de Wassenaarse wijk  Kerkehout. Het omvatte een landgoed met het kasteel, koetshuis annex poortgebouw, alsmede enkele boerderijen.

## Geschiedenis
Het kasteel behoorde aan de heren van Persijn, die een belangrijke rol speelden in het graafschap Holland. Zij lieten het kasteel mogelijk bouwen in de periode 1544-1550. Het werd in het eerste decennium van de 19e eeuw afgebroken.
In de 20e eeuw werden er nog enkele boerderijen gebouwd op het landgoed. Kasteelboerderij Groot Persijn werd in 1944 bij een V2 inslag zwaar beschadigd en kort daarop afgebroken.

## Romeinse mijlpaal
Op een buitenmuur van het kasteel stond eeuwenlang een Romeinse mijlpaal uit het jaar 162, toen keizer Marcus Aurelius regeerde. De zandstenen zuil van 1,44 meter hoog en 30,8 centimeter in doorsnede, waarop Latijnse inscripties waren aangebracht, was rond 1500 nabij Monster tijdens het omploegen van nieuw boerenland door monniken van het klooster Sion tevoorschijn gekomen. Midden zestiende eeuw werd de zuil verworven door Mr Hippolytus Persijn, president van het Hof van Friesland en later van het Hof van Utrecht. Na de sloop van het kasteel belandde de mijlpaal na vererving in het Rijksmuseum van Oudheden te Leiden.

## Gevangenis
In 1601 werd de bij de Slag bij Nieuwpoort gevangengenomen Spaanse legerleider Francesco de Mendoza, admiraal van Arragon, na aanvankelijk te zijn vastgezet in het Kasteel van Woerden, van begin mei tot begin juli opgesloten in kasteel Persijn. De admiraal werd vervolgens nog tot eind mei 1602 op het Haagse Binnenhof gevangen gehouden.

## Vliegdemonstratie
Begin augustus 1909 organiseerde  grootgrondbezitter W.J. Jochems een vliegdemonstratie op Groot Persijn. De Fransman Eugène Lefebvre voerde enkele vluchten uit met een dubbeldekker. Op 1 augustus kreeg hij motorstoring en moest hij snel landen. Op 3 augustus kwam prins Hendrik van Oranje-Nassau kijken. Hij zag een vlucht van zes minuten en de vlieger werd beloond met een gouden horloge. Op 5 augustus maakte hij zelfs een vlucht van 24 minuten. Lefèbvre nam de trein naar Parijs en verongelukte een maand later tijdens een proefvlucht.